# Каніцевський заказник
Каніцевський — ентомологічний заказник місцевого значення. Об'єкт розташований на території Валківської міської громади Богодухівського району Харківської області, на південь від села Сидоренкове.
Площа — 5 га, статус отриманий у 1984 році.
Охороняється природна ділянка лучно-степової рослинності в урочищі «Каніцевка» (долина річки Чутівка), де зростають лікарські рослини та медоноси. У заказнику трапляються рідкісні види комах, занесені до Червоної книги України: вусач-коренеїд хрестоносець, рофітоїдес сірий, джміль моховий, сколія степова, махаон, а також комахи-запилювачі бобових.